# Арефьев, Владимир Анатольевич
Арефьев Владимир Анатольевич — художник, художник театра. Народный художник Российской Федерации (2007), Заслуженный художник Украинской ССР (1978). Академик РАХ (2011).

## Биография
Родился 20 мая 1949 года во Фрунзе, столице Киргизской ССР. Сын народного художника СССР Анатолия Васильевича Арефьева. Окончил Московский художественный институт имени В. И. Сурикова (1973г.). Учился у В. Ф. Рындина, М. М. Курилко-Рюмина, М. Н. Пожарской. 
Главный художник Московского академического музыкального театра им. К. С. Станиславского и Вл. И. Немировича-Данченко (с 1992 года) и театра «Московская оперетта» (с 1994 года). Руководит курсом художников-постановщиков в  Школе-студии МХАТ (с 2010 года).
Живёт и работает в Москве.

## Награды и звания
- Орден Почёта (29 апреля 2019 года) — за большой вклад в развитие отечественной культуры и искусства, многолетнюю плодотворную деятельность[2].
- Народный художник Российской Федерации (21 мая 2007 года) — за большие заслуги в области изобразительного искусства[3].
- Заслуженный художник Российской Федерации (1 апреля 1999 года) — за заслуги в области искусства[4].
- Заслуженный художник Украинской ССР (1978).

- Академик Российской академии художеств (Отделение театрально- и кинодекорационного искусства, 2012).
- Член Союза художников СССР (1976), Союза художников России.
- Член Союза театральных деятелей России (1978).

## Основные проекты и произведения
Работы в области сценографии:
- «Болеро» М. Равеля (1970) в театре оперы и балета, Фрунзе
- «Риголетто» Дж. Верди (1974), «Щелкунчик» П. Чайковского (1977) в Днепропетровском театре оперы и балета
- «Три мушкетера» М. Дунаевского (1977) в Киевском театре оперетты
- «Бахчисарайский фонтан» Б. Асафьева (1988) в Красноярском театре оперы и балета
- «Скифы» С. Прокофьева (1988), «Лебединое озеро» П. Чайковского (1992), «Эрнани» Дж. Верди (1995), «Кармен» Ж. Бизе (1999), «Травиата» Дж. Верди (2005), «Так поступают все женщины» В.А. Моцарта (2006), «Майская ночь» Н. Римского-Корсакова (2008), «Севильский цирюльник» Д. Россини (2010), «Война и мир» С. Прокофьева (2012) в Музыкальном театре им. К. С. Станиславского и В.И.Немировича-Данченко
- «Жар-птица» И. Стравинского (1989) в театре оперы и балета, Анкара (Турция)
- «Весёлая вдова» Ф. Легара (1997), «Маугли» В. Сташинского (2004), «Сильва» И.Кальмана (2005), «Орфей в аду» Ж. Оффенбаха (2011г.), «Бал в Савойе» П. Абрахама (2013) в театре «Московская оперетта»
- «Иванов» А. Чехова (1998) в театре содружества актеров Таганки
- «Вишневый сад» А. Чехова (2001) в  театре имени Моссовета
- «Севастопольский марш» по Л.Толстому (2004) в Центральном академическом театре Российской армии
- «Опасный поворот» Дж. Пристли (2008), «Цена» А.Миллера (2013) в Театре им. Вл. Маяковского
- «Борис Годунов» М. Мусоргского (2012) в Екатеринбургском театре оперы и балета
- «Горячее сердце» А. Островского (2013) в театре «Современник»

Произведения находятся в собраниях ГЦТМ им. А. А. Бахрушина, музея музыкальной культуры им.М.И.Глинки, музеях П. И. Чайковского в Клину и Воткинске.

## Государственные и общественные награды и премии
- Премия города Москвы по литературе и искусству (2006)
- театральные премии «Золотая маска» (1996, 2007)
- Премия «Хрустальная Турандот» за лучшую сценографию (2023)[5].

## Награды Российской академии художеств
- Серебряная медаль РАХ (2000)
- Золотая медаль РАХ (2005)
- Медаль «Шувалов» (2019)